# Estlands Billie Jean King Cup-lag
Estlands Billie Jean King Cup-lag representerar Estland i tennisturneringen Billie Jean King Cup, och kontrolleras av Estlands tennisförbund.

## Historik
Estland deltog första gången 1992. Lagets största framgång var då man spelade i till elitdivisionens grupp II 2010.